# Adeodato Micallef
Francis George Adeodatus Micallef OCD (ur. 17 grudnia 1928 w Birkirkarze, zm. 3 stycznia 2018 tamże) – maltański duchowny katolicki, biskup, wikariusz apostolski Kuwejtu w latach 1981–2005.

## Życiorys
Święcenia kapłańskie otrzymał 9 maja 1954.
5 listopada 1981 papież Jan Paweł II mianował go biskupem i wikariuszem apostolskim Kuwejtu ze stolicą tytularną Tinis in Proconsulari. 6 stycznia 1982 z rąk papieża przyjął sakrę biskupią. 14 lipca 2005 ze względu na wiek na ręce papieża Benedykta XVI złożył rezygnację z zajmowanej funkcji.
Zmarł 3 stycznia 2018.